# 태양은 없다
《태양은 없다》는 1999년에 개봉한 영화이다.

## 캐스팅
- 정우성 : 이도철 역
- 이정재 : 조홍기 역
- 한고은 : 미미 역
- 이범수 : 병국 역
- 박지훈 : 성훈 역
- 이기열 : 문 사장 역
- 김영호 : 트레이너 역
- 이봉규 : 고리대금업자 역
- 김태환 : 창민 역
- 한상미 : 홍기모 역
- 류현경 : 홍기모 딸 역
- 권태원 : 채무남 역
- 김태환 : 과일가게 주인 역
- 양형호 : 관장 역
- 최선중 : 링 닥터 역
- 박성웅
- 임상수 : 헤어샵 감독 역 (특별출연)
- 이현승 : 헤어샵 감독 역 (특별출연)
- 박헌수 : 헤어샵 감독 역 (특별출연)
- 허진호 : 헤어샵 감독 역 (특별출연)
- 박기형 : 헤어샵 감독 역 (특별출연)